# Kokosmehl

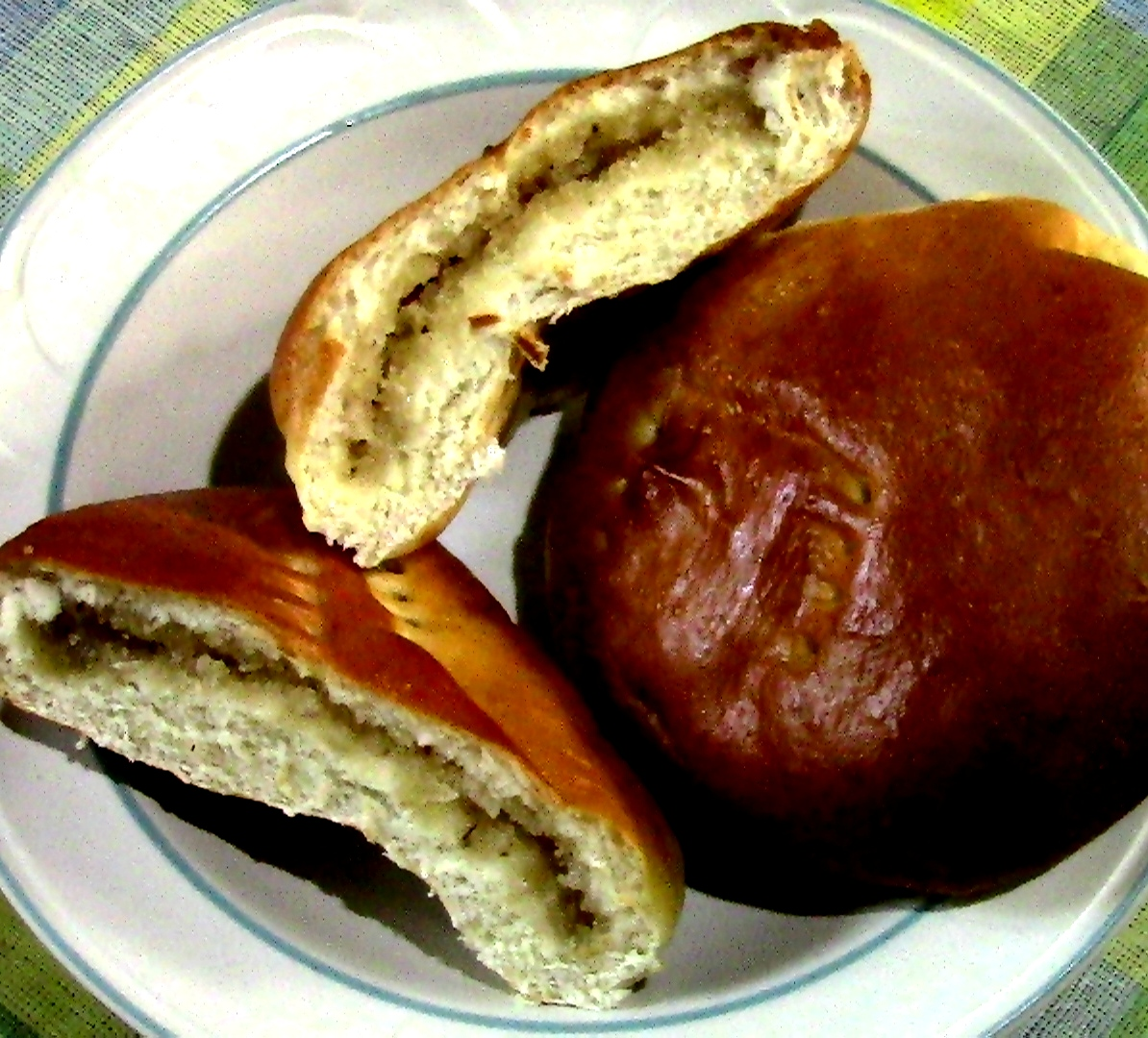
Kokosmehl-Gebäck von den Philippinen

Das Kokosmehl gehört zu den sogenannten Nussmehlen und wird aus dem getrockneten Fleisch der Kokosnuss gewonnen. Zu Beginn wird das Kokosfleisch gemahlen und anschließend dehydriert und entfettet. Übrig bleibt dann ein trockenes und (fast) ölfreies Pulver. Es eignet sich besonders für Menschen mit Diabetes oder Glutenunverträglichkeiten, aber auch für übergewichtige Menschen, da es durch seine hohe Flüssigkeitsaufnahme das Abnehmen unterstützt. Es wird in der Low-Carb-Küche sowie bei der Zubereitung von Süßgebäck und zum Binden von Soßen verwendet. Im Judentum wird es zu Pessach als Ersatz zum während dieser Zeit verbotenen Weizenmehl (mit Ausnahme der Zubereitung von Matzen) verwendet. In Indien wird Kokosmehl im Avil Nanachathu zusammen mit Poha vermengt. Auf den Philippinen werden Süßspeisen damit hergestellt. 